# Тьягу Кампус (плавець)
Тьягу Кампус (порт. Tiago Campos, 16 березня 1999) — португальський плавець.
Учасник Олімпійських Ігор 2020 року, де в марафонському плаванні на дистанції 10 кілометрів посів 23-тє місце.